# Lammholmarna
Lammholmarna är en ö i Finland. Den ligger i Skärgårdshavet och i kommunen Kimitoön i den ekonomiska regionen  Åboland i landskapet Egentliga Finland, i den sydvästra delen av landet. Ön ligger omkring 57 kilometer söder om Åbo och omkring 140 kilometer väster om Helsingfors.
Öns area är 4,4 hektar och dess största längd är 410 meter i nord-sydlig riktning. Ön höjer sig omkring 25 meter över havsytan. I omgivningarna runt Lammholmarna växer i huvudsak barrskog.